# Cylindromyia montana
Cylindromyia montana là một loài ruồi trong họ Tachinidae.